# Laguna Cóndor
La laguna Cóndor, lago Cóndor o laguna del Cóndor es un cuerpo de agua ubicado en la Patagonia Austral en el cual desemboca el río de las Vueltas proveniente de la laguna del Desierto. Pertenece a la reserva de conservación Los Huemules en la reserva provincial Lago del Desierto de la provincia de Santa Cruz, Argentina.
Previamente a 1995 estuvo en disputa entre Chile y Argentina en el marco de la disputa de la laguna del Desierto.
El lugar cuenta con un alojamiento turístico y la posibilidad de andar en kayak.